# Manco Cápac II.

Manco Cápac II. (Manco Inca)

Manco Cápac II., nach peruanischer Quechua-Schreibung Manku Qhapaq II. oder Manqu Qhapaq II. (* um 1500 in Cusco; † 1544 in Vitcos) war Inka-Herrscher von 1533 bis 1544 nach der Eroberung des Inkareichs.  Er wurde von den spanischen Eroberern eingesetzt, hatte aber bald keinerlei eigene Macht. Er organisierte einen großen Aufstand gegen die Spanier und führte nach dessen Scheitern den Widerstand im Guerillakampf fort.

## Herkunft
Manco Cápac war ein Sohn des Inka Huayna Cápac und Halbbruder von Atahualpa und Huáscar. Allerdings stammte seine Mutter nicht aus der Elite Cuscos, wodurch er keine sonderliche Unterstützung des Hochadels (d. h. der panacas) genoss. Er hielt sich aus dem Thronfolgestreit der beiden Halbgeschwister heraus bzw. billigte Huáscar. Als Atahualpas General Quisquis mit seinen Truppen aus dem Norden des Reiches die Hauptstadt Cusco einnahm und den Inkaadel töten ließ, konnte Manco fliehen.

## Zusammenarbeit mit den Spaniern
Auf seinem Weg in den besiegten Süden begegnete Atahualpa der kleinen Truppe von Francisco Pizarro, die ihn im Handstreich gefangen nahm. Nach der Ermordung Atahualpas wurde zunächst Túpac Huallpa von den Spaniern als oberster Inka eingesetzt, aber der verstarb, als er mit Pizarro nach Cusco zog. Auf dem weiteren Weg nach Cusco traf Pizarro Manco Cápac, der ihm seine Loyalität anbot. Nach der Einnahme Cuscos am 15. November 1533 ließ Francisco Pizarro ihn nach dem Inka-Ritual inthronisieren.
Manco Cápac stand zunächst auf der Seite Pizarros und unterstützte ihn beim erfolgreichen Kampf gegen Quisquis. Es wurde aber immer mehr zu einem machtlosen Werkzeug der Spanier; Pizarro tat wenig gegen das Untergraben seiner Autorität. Mit dessen Partner Diego de Almagro verstand sich Manco besser; Almagro ließ auf Mancos Wunsch sogar dessen Rivalen Atoc Sopa beseitigen. Als Almagro am 3. Juli 1535 zur Conquista nach Chile aufbrach, unterstützte ihn Manco mit mehreren tausend Mann unter Leitung seines Halbbruders Paullu.
Kurz darauf reiste Francisco an die Küste zur neu gegründeten Stadt Ciudad de los Reyes (Lima) und ließ Cusco unter der Statthalterschaft seiner Brüder Gonzalo und Juan. Von diesen wurde Manco gedemütigt und misshandelt, er sollte Gonzalo Pizarro sogar seine Schwester-Frau Cura Ocllo überlassen. Ein erster Fluchtversuch im Herbst 1535 scheiterte, und Manco wurde für zwei Monate in Ketten gelegt.  Hernando Pizarro, aus Spanien zurückgekehrt, stoppte den Missbrauch  und versuchte, Mancos Loyalität wiederzugewinnen – zu spät, wie sich zeigen sollte.

## Aufstand gegen die Spanier
Nach einer erfolgreichen Flucht im Frühjahr 1536 begehrte Manco Cápac gegen die Spanier auf, organisierte Inka-Truppen im Tal von Urubamba, nahm kurzzeitig die Festung Sacsayhuamán ein und belagerte von Mai 1536 bis April 1537 Cusco. Ein Angriff der Inka unter Quizo Yupanqui auf Lima scheiterte im August 1536, ebenso blieben Manco Cápacs Bemühungen um indianische Verbündete angesichts deren schlechter Erfahrungen mit dem Inkareich meist erfolglos. Spanisch-indianische Entsatztruppen aus Lima und Gegenvorstöße zur Entlastung Cuscos konnten abgefangen oder geschlagen werden. Als  Almagro von seiner Expedition nach Chile zurückkehrte und sich Cusco näherte, versuchte er, diesen auf seine Seite zu ziehen. Dieser Versuch scheiterte aber, und Manco musste sich aus der Umgebung von Cusco zurückziehen.

## Guerilla-Aktionen von Vilcabamba aus
Manco Cápac floh mit etwa 2.000–3.000 Gefolgsleuten von Ollantaytambo weiter nach Vilcabamba, wo er einen neuen Inka-Staat gründete und dadurch imstande war, die direkte Verbindung zwischen Lima und Cusco zu unterbrechen. Als Gegenmaßnahme gründete Francisco Pizarro 1539 die Stadt San Juan de la Frontera de Huamanga auf halbem Weg zwischen Jauja und Cusco. Von Vilcabamba aus führte Manco Guerillakämpfe gegen die Spanier und deren indianische Verbündete. Auf spanische Amnestieangebote ging er nicht mehr ein.
Innere Kämpfe der Spanier um die Herrschaft über Cusco verschafften Manco eine Atempause, bis die Pizarro-Brüder Diego de Almagro 1538 in der Schlacht von Las Salinas bezwangen. Bei einem groß angelegten Angriff Gonzalo Pizarros im April bis Juli 1539 konnte er entkommen, aber seine Schwester-Frau Cura Ocllo wurde von den Spaniern gefangen und wenig später zu Tode gequält. Manco führte seinen Kampf fort. Er lernte reiten und ließ seine Männer in europäischen Kampftechniken unterweisen.
Im Juni 1541 ermordete eine Gruppe von Anhängern Almagros Francisco Pizarro. Die Verschwörer riefen Almagros gleichnamigen Sohn Diego „el Mozo“ zum Generalkapitän von Peru aus. Manco unterstützte Almagros  Rebellion gegen die spanische Krone logistisch, aber die Allianz endete im folgenden Jahr, als Almagro in der Schlacht von Chupas unterlag und hingerichtet wurde. Der neue spanische Gouverneur Cristóbal Vaca de Castro bot Manco vollständige Amnestie sowie Ländereien an, wenn er die Waffen niederlegte und die spanische Herrschaft anerkannte. Aber die Verhandlungen führten zu keinem Ergebnis.

## Tod und Nachfolge
Mitte 1544 wurde Manco Cápac II. von sieben Anhängern Almagros, die an der Ermordung Francisco Pizarros beteiligt gewesen waren und denen er Zuflucht gewährt hatte, ermordet. Die Mörder wurden von den Indianern gestellt und getötet.
Die Söhne Manco Cápacs, Sayri Túpac, Titu Cusi Yupanqui und schließlich Túpac Amaru folgten ihm auf den Thron. Mit Túpac Amaru ging die Herrschaft der Inka zu Ende.

## Überlieferung
Pedro Pizarro überliefert ein aufschlussreiches Gespräch zwischen Manco II. und Rui Díaz, einem Anhänger Almagros, der den Inkakönig im Auftrag seines Herrn aufsuchte.

„Diego de Almagro hatte Rui Díaz zum Inka Manco geschickt. Der Inka sprach:
›Rui Díaz, angenommen, ich würde dem König meinen großen Schatz geben, würde er dann alle Christen aus diesem Land zurückziehen?‹
Rui Díaz antwortete:
›Wieviel würdest du denn geben?‹
Da ließ Manco einen Scheffel Mais auf den Boden schütten, den er sich hatte bringen lassen, und aus diesem Haufen nahm er ein Korn und sagte:
›Soviel wie dieses Korn habt ihr Christen bisher an Gold und Silber gefunden. Im Vergleich dazu ist das, was ihr nicht gefunden habt, soviel wie dieser Scheffel Mais.‹
Da sagte Rui Díaz zu Manco Cápac:
›Auch wenn du dem König alle diese Berge von Gold und Silber gibst, wird er die Spanier hier nicht aus dem Land nehmen.‹
Manco:
›Geh, Rui Díaz, und sag Almagro, er soll hingehen, wohin er möchte, denn ich und mein ganzes Volk müssen sterben, bis die Christen geschlagen sind. Und geh rasch und sag Almagro, er soll nicht kommen.‹“

Dieser Dialog bot immer wieder Anlass zu Spekulationen über die Existenz eines sagenhaften Inkaschatzes.